# Pedale di accostamento
Nelle macchine con trasmissione idrostatica il pedale di accostamento (anche inching o inch and break) separa l'azionamento di traslazione dagli azionamenti di trasporto e di sollevamento. Questo pedale garantisce manovre lente (ad esempio con carrelli elevatori o pale gommate) con elevata potenza. 

## Descrizione
Nelle macchine da lavoro con trasmissione idrostatica, l'impianto idraulico alimenta l'intera idraulica di bordo. Le prestazioni dipendono quindi dalla velocità del motore. Premendo il pedale di accostamento si riduce il flusso di olio al motore idraulico, con conseguente riduzione della velocità di traslazione: se premuto a fondo la macchina si arresta. Il resto dell'impianto idraulico continua tuttavia ad essere alimentato con la piena potenza idraulica.
La velocità è modulabile direttamente dai pedali, il che permette di compiere agevolmente e rapidamente numerose manovre e svolte, anche in spazi stretti.